# Limnophora sinuata
Limnophora sinuata este o specie de muște din genul Limnophora, familia Muscidae, descrisă de Collin în anul 1930. Conform Catalogue of Life specia Limnophora sinuata nu are subspecii cunoscute.